# Antarctida Apuseană

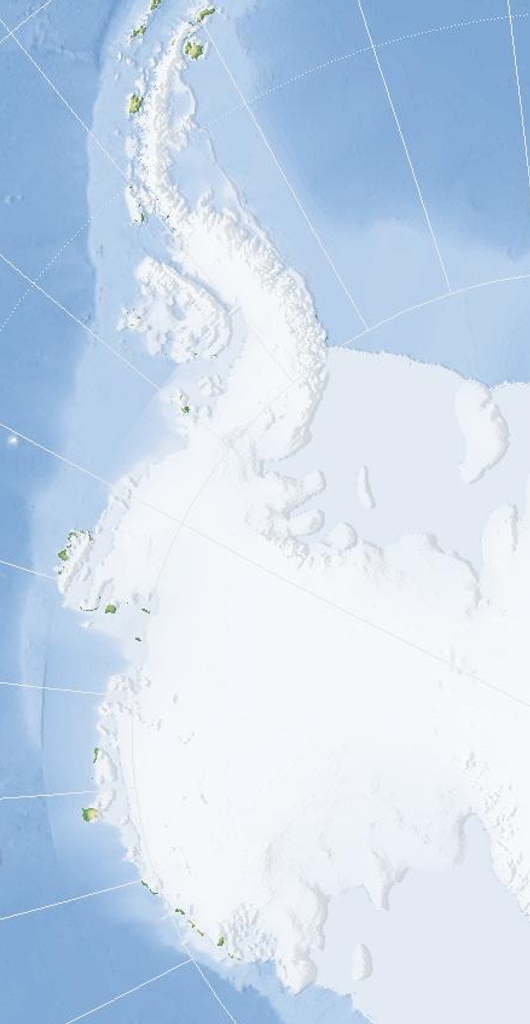
Antartida Apuseană

Antarctida Apuseană sau de Vest este una dintre cele două zone în care este împărțită Antarctida de lanțul muntos Transantarctic. Antarctida Apuseană cuprinde Țara Marie Byrd, Țara lui Ellsworth și peninsula Antarctică și este situată în întregime în Emisfera Vestică. 